# Sikorsky HH-60 Jayhawk
Le Sikorsky MH-60 Jayhawk est un hélicoptère militaire destiné prioritairement aux missions de sauvetage en mer. Il est en service dans l'US Coast Guard.

## Utilisateurs
États-Unis
- United States Coast Guard[1]
  - CGAS Astoria (en)
  - CGAS Cape Cod (en)
  - CGAS Clearwater (en)
  - CGAS Elizabeth City
  - CGAS Kodiak, Alaska
  - CGAS San Diego
  - CGAS Sitka
  - Coast Guard Aviation Training Center (en)